# Хосе Ігнасіо Верт
Хосе Ігнасіо Верт Ортега (ісп. José Ignacio Wert Ortega; нар. 18 лютого 1950, Мадрид) — іспанський політик, член Народної партії. Міністр освіти, культури і спорту в уряді Маріано Рахоя.

## Біографія
Верт вивчав юриспруденцію в Університеті Комплутенсе в Мадриді, потім працював на іспанському телебаченні та радіо. З 1978 року як соціолог перебував на державній службі і займався соціологічними дослідженнями.
У 1977 році вступив в партію «Союз демократичного центру» (UCD). Після її розпуску в 1982 році Верт вступив у Партію народних демократів. У 1983 році на муніципальних виборах був обраний до міської ради Мадрида. На виборах 1986 отримав крісло депутата нижньої палати іспанського парламенту від виборчого округу Ла-Коруньї, але вже в 1987 році склав свої депутатські повноваження. Згодом працював у кількох інститутах з дослідження громадської думки. З лютого 2003 по серпень 2005 року працював в іспанському банку BBVA. Увійшов в уряд Рахоя 22 грудня 2011.